# Szczęście Frania (dramat)
Szczęście Frania – komedia Włodzimierza Perzyńskiego w trzech aktach. Prapremiera odbyła się we Lwowie w 1909 r. Utwór został wydany w 1914 r. w zbiorze Młodzieniec o krótkim nazwisku.

## Treść

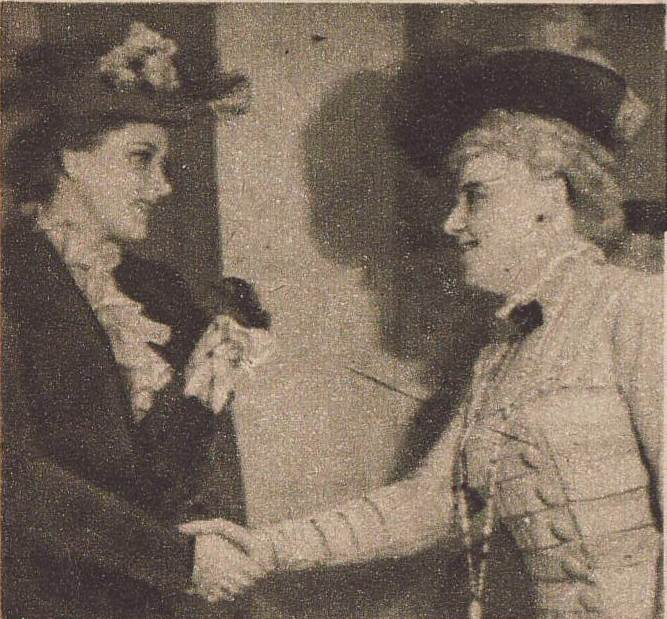
Inscenizacja w Teatrze Comoedia w Warszawie (1948)

Akcja rozgrywa się w Warszawie w środowisku mieszczańskim. Ubogi chłopiec, Franio, zakochał się w pannie Helenie – córce swych chlebodawców, u których pracuje jako sekretarz. Ponieważ ośmielił się prosić o jej rękę, zmuszony jest opuścić dom i posadę. Tymczasem na jaw wychodzi romans panny Heleny, który niweczy jej szanse na dobre zamążpójście. Franio okazuje jej współczucie i godzi się na małżeństwo z uwiedzioną panną.

## Inscenizacje (wybór)[3]
| Teatr                                                                         | Rok premiery | Reżyseria                          |
| ----------------------------------------------------------------------------- | ------------ | ---------------------------------- |
| Teatr Praski w Warszawie                                                      | 1921         | Henryk Małkowski                   |
| Teatr Miejski w Bydgoszczy                                                    | 1923         | Leon Jaroszyński                   |
| Teatr Nowy w Poznaniu                                                         | 1925         | Jerzy Woskowski                    |
| Teatr Nowy w Poznaniu                                                         | 1947         | Edward Żytecki                     |
| Teatr Polski w Poznaniu                                                       | 1927         |                                    |
| Teatr Narodowy w Warszawie                                                    | 1928         | Aleksander Zelwerowicz             |
| Teatr Jaskółka w Warszawie                                                    | 1930         | Jerzy Gołaszewski                  |
| Teatr Komedia w Warszawie                                                     | 1940         | Roman Niewiarowicz                 |
| Teatr Popularny w Warszawie                                                   | 1945         | Helena Buczyńska                   |
| Teatr Ziemi Pomorskiej w Toruniu                                              | 1945         | Stanisław Milski                   |
| Teatry Miejskie w Częstochowie                                                | 1945         | Edward Gliński                     |
| Teatr Miejski Komedia w Gdyni                                                 | 1945         | Wanda Jarszewska                   |
| Teatr Polski w Bygdoszczy                                                     | 1946         | Bronisław Kassowski                |
| Teatr Śląski im. Stanisława Wyspiańskiego w Katowicach                        | 1946         | Edward Żytecki                     |
| Teatr Śląski im. Stanisława Wyspiańskiego w Katowicach                        | 1960         | Edward Żytecki                     |
| Teatr Polski Bielsko-Cieszyn (następnie Bielsko-Biała)                        | 1947         | Stanisław Malatyński               |
| Teatr Polski Bielsko-Cieszyn (następnie Bielsko-Biała)                        | 1952         | Czesław Strzelecki                 |
| Teatr Polski Bielsko-Cieszyn (następnie Bielsko-Biała)                        | 1963         | Henryk Lotar                       |
| Teatr Powszechny TUR w Łodzi                                                  | 1947         | Leon Pietraszkiewicz               |
| Teatr Miejski im. Wojciecha Bogusławskiego w Kaliszu                          | 1947         | Andrzej Kuryłło                    |
| Objazdowy Teatr Ziemi Opolskiej                                               | 1948         | Leonia Barwińska, Henryk Barwiński |
| Teatr Comoedia (MTD) w Warszawie                                              | 1948         | Zbigniew Koczanowicz               |
| Teatr Miejski w Lublinie                                                      | 1948         | Maksymilian Chmielarczyk           |
| Teatr im. Juliusza Słowackiego w Krakowie                                     | 1948         | Janusz Warnecki                    |
| Teatr Ziemi Lubuskiej                                                         | 1949         | Hanna Małkowska                    |
| Teatr Ziemi Lubuskiej                                                         | 1954         | Zbigniew Koczanowicz               |
| Teatr im. Aleksandra Węgierki w Białymstoku                                   | 1950         | Stanisława Zbyszewska              |
| Teatr im. Aleksandra Węgierki w Białymstoku                                   | 1963         | Jerzy Zegalski                     |
| Teatr Ziemi Rzeszowskiej                                                      | 1951         | Stefan Michułowicz                 |
| Teatr im. Stefana Jaracza Olsztyn-Elbląg                                      | 1951         | Stanisław Milski                   |
| Teatr im. Stefana Jaracza Olsztyn-Elbląg                                      | 1968         | Stefania Domańska                  |
| Teatr Powszechny w Warszawie                                                  | 1951         | Danuta Pietraszkiewicz             |
| Teatr Państwowy w Gnieźnie (następnie Teatr im. Aleksandra Fredry w Gnieźnie) | 1952         | Kazimierz Czyński                  |
| Teatr Państwowy w Gnieźnie (następnie Teatr im. Aleksandra Fredry w Gnieźnie) | 1963         | Stefan Drewicz                     |
| Teatr Wybrzeże w Gdańsku                                                      | 1953         | Juliusz Lubicz-Lisowski            |
| Teatr im. Juliusza Słowackiego w Krakowie                                     | 1954         | Kazimierz Biernacki                |
| Teatr Polski w Szczecinie                                                     | 1954         | Kazimierz Brodzikowski             |
| Teatr Dolnośląski w Jeleniej Górze                                            | 1954         | Kazimierz Czyński                  |
| Teatr Aktora w Londynie                                                       | 1955         | Wojciech Wojtecki                  |
| Teatry Dramatyczne we Wrocławiu                                               | 1956         | Stanisław Igar                     |
| Teatr im. Wojciecha Bogusławskiego w Kaliszu                                  | 1957         | Mieczysław Winkler                 |
| Teatr im. Stefana Żeromskiego Kielce-Radom                                    | 1959         | Irena Byrska                       |
| Stary Teatr im. Heleny Modrzejewskiej w Krakowie                              | 1960         | Halina Gallowa                     |
| Teatr Dramatyczny w Wałbrzychu                                                | 1964         | Zbigniew Bessert                   |
| Teatr Ziemi Opolskiej                                                         | 1966         | Bronisław Kassowski                |
| Teatr im. Juliusza Osterwy w Gorzowie Wielkopolskim                           | 1967         | Lucyna Tychowa                     |
| Bałtycki Teatr Dramatyczny im. Juliusza Słowackiego Koszalin-Słupsk           | 1968         | Stefania Domańska                  |
| Teatr Ziemi Pomorskiej w Grudziądzu                                           | 1971         | Bohdan Czechak                     |
| Teatr Ziemi Pomorskiej w Grudziądzu                                           | 1984         | Ewa Zdzieszyńska                   |
| Teatr Ziemi Mazowieckiej w Warszawie                                          | 1971         | Henryk Mozer                       |
| Teatr Powszechny w Łodzi                                                      | 1971         | Roman Sykała                       |
| Teatr Polski w Warszawie                                                      | 1991         | Bogdan Baer                        |

## Spektakle radiowe
- Szczęście Frania (1952, reż. Jerzy Ronard Bujański)[4]
- Szczęście Frania (1961, reż. Wiesław Opałek)[5]
- Szczęście Frania (2019, adapt. Małgorzata Żurakowska)[6]

## Spektakle telewizyjne
- Szczęście Frania (1958, reż. Wanda Laskowska)[7][8]
- Szczęście Frania (1966, reż. Józef Para)[9][10]
- Szczęście Frania (1973, reż. Józef Słotwiński)[11][12]
- Szczęście Frania (2001, reż. Agnieszka Glińska)[13][14]